# Donatien de Reims
Pour les articles homonymes, voir Saint Donatien.
Donatien de Reims († 389), un des saint Donatien ou Donat, 8e évêque de Reims. On ne savait rien de lui avant que n'ait eu lieu la translation de ses reliques en 863. Le comte de Flandre Baudouin Ier les transféra de l'église Saint-Agricol de Reims à l'église Saint-Donatien à Bruges, puis à l'église Notre-Dame où son culte est encore vivant. Il apparaît dans le célèbre tableau La Vierge au chanoine Van der Paele de Van Eyck.
C'est un saint chrétien fêté localement le 14 octobre.

## Légende
La légende raconte qu'il fut jeté, enfant, dans un fleuve. Un saint homme fit alors mettre sur l'eau une roue portant cinq cierges qui s'arrêta à un endroit où l'on put repêcher l'enfant, lequel fut sauvé.

## Iconographie
Saint Donatien est représenté tenant une roue qui porte des cierges.